# Rea Rocks
Rea Rocks är en kulle i Antarktis. Den ligger i Västantarktis. Inget land gör anspråk på området. Toppen på Rea Rocks är 370 meter över havet, eller 73 meter över den omgivande terrängen. Bredden vid basen är 1,8 km.
Terrängen runt Rea Rocks är platt åt sydost, men åt nordväst är den kuperad. Trakten är obefolkad. Det finns inga samhällen i närheten.